# Герульфинги
Герульфинги (нем. Gerulfinger, нидерл. Gerulfingen) или Голландский дом (нидерл. Hollandse Huis) — династия фризского происхождения, представители которой правили в графствах Голландия и Бентхейм.

## Происхождение
Родоначальником династии традиционно считается Герульф Младший (ок. 850—895/896) — граф в Западной Фрисландии и Кеннемерланде. Существует гипотеза, основанная на ономастических данных, по которой Герульф был сыном или внуком Герульфа Старшего (ум. ок. 855), который упоминается как граф во Фризии во время правления императора Людовика I Благочестивого, и дочери Валы, аббата Корвея. Существует также гипотеза, что Герульф Старший, в свою очередь, был сыном некоего Теодорика, потомка короля Фризии Радбода. Однако никаких документальных подтверждений этих гипотез не существует.
Традиционно детьми Герульфа считаются Валтгер (Валдгар) (ум. после 928), граф в области между Леком и Эйсселом, и Дирк I (ум. ок. 928/939), граф в области, которая позже получила название Голландия. Однако существуют сомнения в том, что они были детьми Герульфа. Предположения о Герульфе как о предке графов Голландии основано на стихотворении, написанном около 1120 года, в котором граф Дирк I назван братом Валдгера. В другом источнике сообщается о родстве Валдгера с Герульфом: «лат. Waldgarius Freso, Gerulfi filius». Эту фразу обычно переводят как «Валдгер Фриз, сын Герульфа», но существуют некоторые сомнения в подобном происхождении Валтгера и Дирка. Валтгер был старше Дирка, однако именно Дирк унаследовал графский титул, а Валтгер унаследовал Тейстербант без титула. Кроме того, старший сын Валтгера носил имя Радбод, в то время как по традиции старший сын получал имя в честь деда. Другой сын Валтгера носил имя Гатто. Чтобы объяснить эти факты, было выдвинуто предположение, что Валтгер и Дирк были приёмными сыновьями Герульфа, а слово filius означает не сын, а воспитанник. По этой гипотезе, отцом Валтгера и Герульфа мог быть фризский граф Радбод, погибший в 874 году. В то время Валдгер и Герульф были малы и опекуном их стал Герульф, возможно, женатый на сестре Радбода. Существуют и другие мнения, согласно которым, Дирк мог быть назван братом Валтгера, поскольку один из них мог быть женат на сестре другого. Хотя также существует и гипотеза, которая объясняет, почему графский титул мог унаследовать младший из двух сыновей. Согласно ей, Валтгер враждовал с фризским маркграфом Эбергардом, который в результате этой вражды был убит в 898 году, и поэтому Дирк мог получить титул в обход старшего брата.

## История

### Ветвь графов Голландии
В 922 году Дирк I, граф Кеннемерленда, получил от короля Западно-Франкского государства Карла III Простоватого, в состав владений которого в это время входила Лотарингия, земли около Эгмонда — в местечке под названием Бладелла. Именно от этого события ведёт свою историю Голландское графство.
О первых представителях династии известно не очень много. Они носили титул граф Фризии или граф Западной Фрисландии. Большая часть их земель была болотистой и постоянно затоплялась. Из-за этого графство было малонаселённым, основное население жило в дюнах на побережье и в укреплённых районах около рек. Поэтому первые графы старались расширить свои владения за счёт соседних территорий. В правление графа Арнульфа начались конфликты с западными фризами, во время одного из которых он в 993 году вторгся на их территорию, но был убит.
При сыне Арнульфа, Дирке IV Иерусалимском (ум. в 1039), в 1001 году области, находившиеся под его властью, впервые были названы Голландией, хотя старое название ещё было превалирующим. В 1018 году Дирк III вступил в конфликт с императором Священной Римской империи Генрихом II Баварским. Поводом к конфликту послужила постройка замка Влардинген в устье Мааса, благодаря чему значительно уменьшились доходы от торговли в Утрехте. Император решил вмешаться и послал армию во главе с герцогом Нижней Лотарингии Готфридом II, однако битва при Влардингене 29 июля 1018 года закончилась разгромом имперской армии, гибелью многих военачальников и пленением самого герцога Готфрида. Эта победа упрочило положение Дирка, а позже он ещё и расширил свои владения за счёт земель епископства Утрехт.
При наследниках Дирка III конфликты с императорами из-за захваченных земель продолжились. Император Генрих III в 1046 году лично возглавил поход против графа Дирка IV, продолжившего политику отца по захвату земель, и заставил его возвратить некоторые завоевания. Однако после ухода императора Дирк продолжил разорять владения епископов Утрехта и Льежа, а также вступил в союз с графами Эно, Фландрии и герцогом Нижней Лотарингии Готфридом III. В 1047 году император Генрих захватил и разрушил замок Райнсбург, но во время отступления его армия понесла серьёзные потери, после чего союзники открыто восстали против императора. Однако 13 января 1049 года Дирк IV был заманен в засаду около Дордрехта и силами епископов Утрехта, Льежа и Меца убит. Наследовавший ему брат, Флорис I, также погиб в одной из битв в 1061 году.
Вдова Флориса I, Гертруда Саксонская (ум. 1113), ставшая регентшей при малолетнем сыне, Дирка V, не смогла воспрепятствовать захвату епископом Утрехта Виллемом I спорных территорий между епископством и графством, причём император Генрих IV утвердил этот захват. Тогда Гертруда вторым браком вышла замуж за Роберта I Фризского, брата графа Фландрии и Эно Бодуэна VI, разделив с ним управление Голландией. После смерти брата в 1070 году Роберт организовал восстание против малолетних племянников, Арнульфа III и Бодуэна II, находившихся под опекой матери. Он захватил Гент и объявил себя графом Фландрии. Из разгоревшейся войны победителем вышел Роберт, сохранивший Фландрию. Став совершеннолетним, Дирк V в 1076 году при поддержке отчима смог отвоевать спорные территории у епископа Утрехта. Окончательно конфликт с епископами Утрехта угас во время правления сына Дирка V, Флориса II Толстого, заключивший мир с епископом. Кроме того, Флорис смог приобрести Рейнланд (Лейден и окрестности), а с 1101 году за Флорисом был признан титул граф Голландии. С этого времени название Голландия окончательно вытесняет название Фризия.
После смерти Флориса II остались малолетние дети Дирк VI и Флорис Чёрный, опекуншей стала их мать Петронела (Гертруда), дочь Тьерри (Дитриха) II, герцога Верхней Лотарингии. Законным графом был Дирк, однако в 1129 году Флорис Чёрный при поддержке матери восстал против брата, получив при этом поддержку западных фризов и признание за собой графского титула со стороны короля Германии Лотарем и епископа Утрехта. В 1131 году братья помирились, но вскоре Флорис опять восстал. Король Лотарь в августе 1132 года смог помирить братьев, затем было подавлено и восстание фризов. Но в октябре того же года Флорис был заманен в ловушку и убит, после чего Дирк остался единовластным правителем. Позже он благодаря браку с наследницей графства Бентхайм смог расширить свои владения. Кроме того, при Дирке VI усилилось влияние графов Голландии на Утрехтскую епархию. Дирк постоянно вмешивался в выборы новых епископов и поддерживал город в борьбе против прелата. Это привело к тому, что в XIII веке Утрехтское епископство окончательно попало под контроль графов Голландии.
Сын Дирка VI, Флорис III, был верным вассалом императора Фридриха I Барбароссы. Он участвовал в двух итальянских походах императора, а также в Третьем крестовом походе, во время которого Флорис и умер. Кроме того, император дал Флорису право на сбор пошлины в Голландии, фактически легализовав практику, существовавшую с XI века. При Флорисе началось строение плотин и дамб, что вызвало приток крестьян в графство, и была определена граница между графством и епископством Утрехт. Также Флорис начал завоевание Фрисландии.
При Флорисе началась борьба между Голландией и Фландрией за обладание Зеландией, которая продолжалась до конца XIII века. Фландрия, суверенитет которой простирался на всю южную Зеландию, владела правами на устья Шельды и, частично, Мааса и Рейна. Голландские графы издавна пытались избавиться от этого. Флорис обложил фландрских купцов новыми налогами, что вызвало войну с графом Филиппом Фландрским, которая закончилась поражением Флориса. В результате этого он в 1168 году был вынужден признать Филиппа сюзереном Зеландии.
Из потомков Флориса наибольшего могущества добился граф Виллем II (февраль 1228 — 28 января 1256), который после смерти антикороля Германии Генриха Распе в 1247 году частью германской знати, недовольной политикой императора Священной Римской империи Фридриха II Гогенштауфена, был избран 3 октября 1247 года в Воррингене новым антикоролём. Содействие в этом ему оказали его дядя, герцог Брабанта Генрих II, и архиепископы Кёльна, Майнца и Трира. 8 ноября Виллем был признан королём папой римским Иннокентием IV. После пятимесячной осады он взял Ахен, где и был коронован 1 ноября 1248 года архиепископом Кёльна Конрадом фон Гохштаденом. Однако реальной властью Виллем вначале обладал только в Рейнланде и для увеличения влияния Виллему пришлось вести войну с королём Германии Конрадом IV. После того, как Виллем разбил Конрада в битве при Оппенхайме в 1251 году, тот был вынужден удалиться в Италию. Кроме того, дополнительную поддержку знати Виллем получил благодаря браку с дочерью герцога Оттона I Брауншвейгского. Однако после этого Виллем, фактически, передал власть над Германией знати, которая уже вскоре совсем перестала считаться с ним. Виллем не обращал на это внимание, занятый войнами в своих личных владениях. Здесь Виллем боролся с Фландрией за контроль над Зеландией. В июле 1253 года он разбил фландрскую армию в Весткаппеле, а год спустя заключил с графиней Маргаритой Фландрской перемирие. Его антифландрская политика ухудшила отношения с Францией. С 1254 года Виллем вёл успешные войны против западных фризов, но во время одного из походов, 28 января 1256 года около Хогвуда, при попытке пересечь замерзшее озера Виллем потерял лошадь, провалившуюся под лёд, и был убит фризами, которые спрятали тело. Только через 26 лет, в 1282 году, сын и наследник Виллема, Флорис V, смог найти останки отца и похоронить их в Мидделбурге.
В 1299 году, после смерти бездетного графа Яна I, его владения унаследовал граф Эно (Геннегау) Иоанн (Жан) II д’Авен.

### Ветвь графов Бентхейма
Родоначальником ветви был Оттон I (ок. 1140/1145—1208/13 февраля 1209), сын графа Голландии Дирка VI. При правнуках Оттона I род разделился на 2 линии: Оттон III стал родоначальником линии графов Текленбурга, а Экберт I — линии графов Бентхейма. Линия потомков Экберта угасла в 1429 году со смертью графа Бернхарда Бентхеймского. Линия графов Текленбурга пресеклась в 1328 году со смертью графа Оттона V.